# Ingrid van Lubek
Ingrid Jeanine van Lubek (Roosendaal, 12 mei 1971) is een triatlete uit Nederland, opgegroeid op het eiland Texel, die haar vaderland eenmaal vertegenwoordigde bij de Olympische Spelen.

## Biografie
Komende uit een sportieve familie koos Ingrid van Lubek een sportopleiding, het CIOS in Heerenveen, alwaar ze in het laatste jaar in contact kwam met de triatlonsport. Ze werd in 1991 tweemaal Nederlands kampioene, vijfde op het EK triatlon en derde op het EK duatlon bij de junioren. Daarna was het even af met de grote prestaties. Ze deed een vervolgopleiding ALO en daarna fysiotherapie.
In 1997 ging ze weer fanatiek trainen, wat resulteerde in een Nederlands kampioenschap op de olympische afstand. Na een aantal top-10 noteringen bij ITU wereldbekerwedstrijden werd ze in 1998 tweede op het EK triatlon. In 1999 plaatste ze zich voor Sydney door tweemaal een vierde plaats in het ITU wereldbekercircuit te scoren. De Spelen van Sydney werden voor haar geen hoogtepunt als gevolg van een valpartij. Ze finishte als 33e in 2:09.29,00.
In de afgelopen jaren heeft ze meegedraaid in het Europese XTERRA-circuit, een competitie van Offroadtriatlons en werd ook tweemaal Nederlands kampioen in deze discipline. Ingrid is begonnen met de licentie om mountainbikewedstrijden te rijden nadat ze in Egmond-Pier-Egmond al een aantal keer op het podium had gestaan.
Begin 2009 werd Ingrid uitgeroepen tot "sportvrouw van het jaar 2008" tijdens de verkiezingen van "sportman, sportvrouw, sportploeg van het jaar" voor de gemeente Hilversum. Ingrid maakte toen ook bekend dat ze zwanger was van haar eerste kind en heeft hierdoor in 2009 niet veel wedstrijden op hoog niveau gedaan.
Ingrid is werkzaam bij Sport Instituut Galgenwaard in Utrecht.

## Titels
- Nederlands kampioene triatlon op de middenafstand - 2008
- Nederlands kampioene triatlon op de olympische afstand - 1997, 1998, 1999, 2002
- Nederlands kampioene wintertriatlon - 2005
- Nederlands kampioene crosstriatlon - 2010

## Resultaten laatste jaren

### 2023
- 1e WK X-Terra Italië Cat. 50-54

### 2010
- 1e NK cross triatlon Kijkduin
- 1e Halve marathon van Texel

### 2009
- 1e Combi klassement Egmond: mountainbike strandrace Egmond-Pier-Egmond

### 2008
- 5e WK Long Distance Almere
- 1e EK Offroad Triatlon Ameland
- 1e Offroad Duathlon Groesbeek
- 3e Knokke beachchallenge mountainbike (België)
- 2e Dijk tot Dijk strandrace Mountainbike
- 1e offroad Triatlon RBR Waalwijk
- 1e OFK Heerenveen (Fries kampioenschap Mountainbike)
- 1e Combi klassement Egmond
- 1e offroad triatlon Hilversum
- 1e NK middenafstand Nieuwkoop
- 1e NK Offroad Triatlon Nijverdal
- 1e offroad triatlon Vlaardingen
- 5e World cup offroad Wales
- 9e NK Mountainbike Oss
- 1e Triatlon Texel
- 238e Marathon Berlijn (overall)
- 5e Bart Brentjens Challenge (mountainbike marathon)
- 2e Offroad duatlon Weerd (met lekke band)
- 2e Hoek van Holland- Den Helder (mountainbike marathon)
- 1e offroad duatlon lang Reusel

### 2007
* 3e EK offroad triatlon Ibiza
- 3e Scheveningen pier Scheveningen
- 2e Hoek van Holland Den Helder
- 5e NK Marathon Mountainbike Eijsden
- 2e offroad triatlon Ameland
- 7e Xterra Oostenrijk
- 1e NK offroad triatlon Monster
- 5e Oosterbeek Mountainbike
- 10e NK Cross Mountainbike
- 1e offroad triatlon Vlaardingen
- 1e offroad triatlon Nijverdal
- 4e Rozendaal Mountainbike
- 1e MTB Run MTB Waalwijk
- 2e strandrace Den Helder
- 1e OFK Heerenveen (fries kampioenschap)
- 1e Egmond Combiklassement

### 2006
- 1e offroad RBR Groesbeek
- 1e offroad RBR Noordwijk
- 6e NK marathon Mountainbike Groesbeek
- 1e XTERRA Lanklaar (B)
- 5e XTERRA Glyn Neath (UK)
- 1e NK XTERRA Monster
- 2e XTERRA Aarhus (DEN)
- 7e Noorbeek NK Cross Mountainbike
- 3e XTERRA Schotland (UK)
- 6e Zoetermeer Mountainbike
- 1e XTERRA Vlaardingen
- 1e XTERRA Nijverdal
- 4e Havelte Benelux Mountainbike
- 2e Den Helder mountainbike
- 2e Egmond Pier Egmond
- 1e combi klassement Egmond